# استیندرن
استیندرن (به هلندی: Steenderen) یک منطقهٔ مسکونی در هلند است که در برونک‌هورست واقع شده‌است.

## نگارخانه

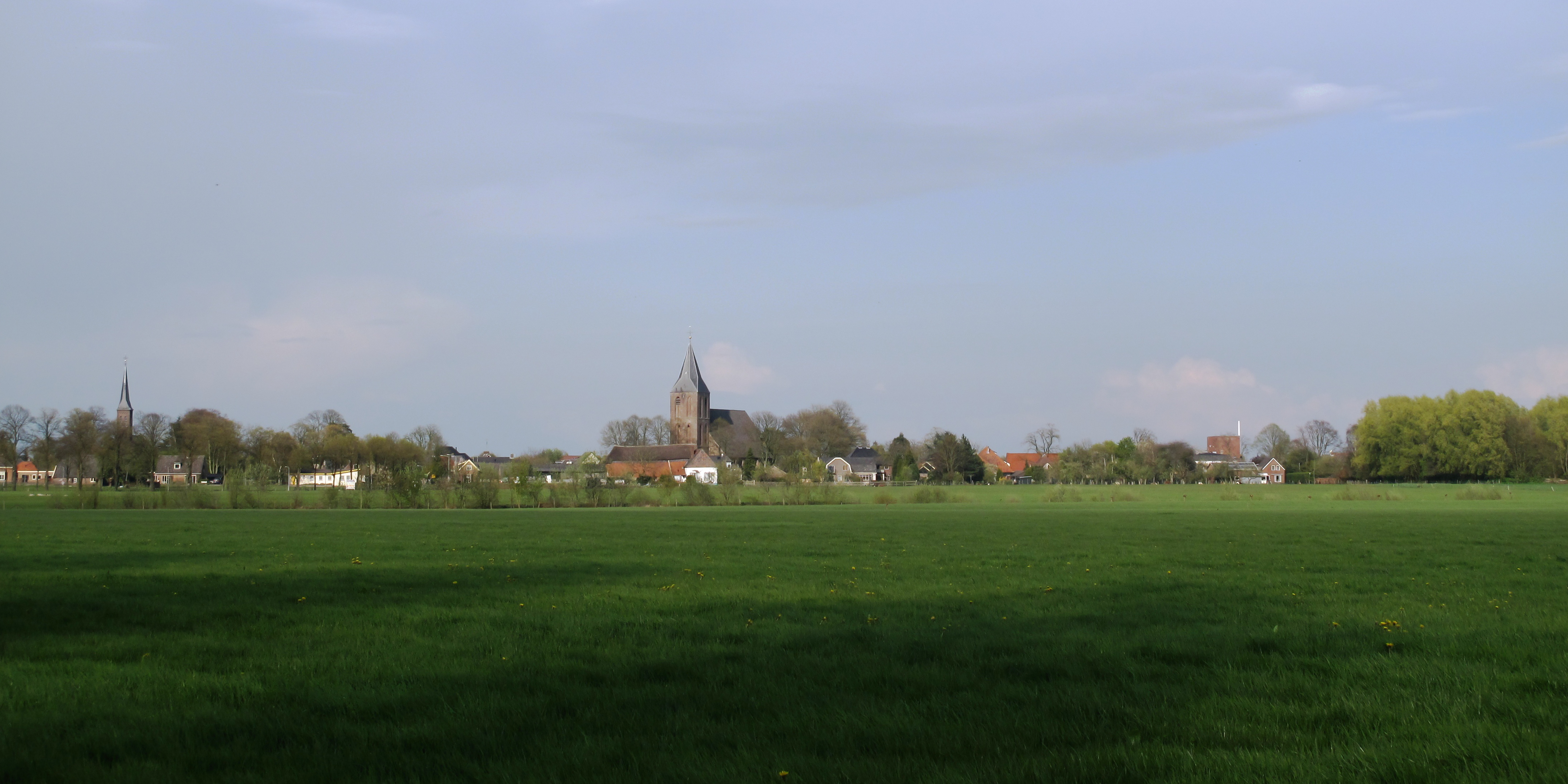
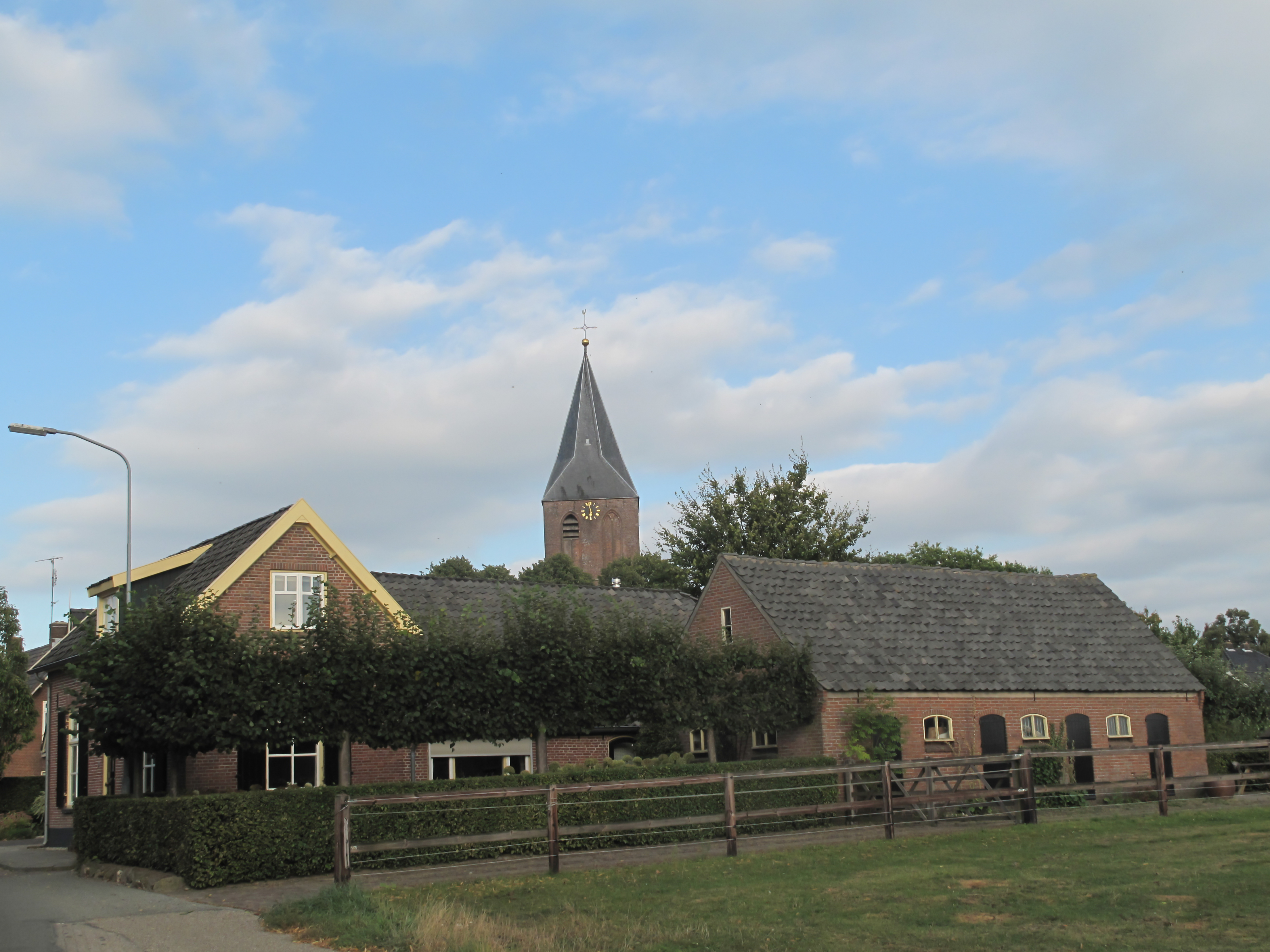
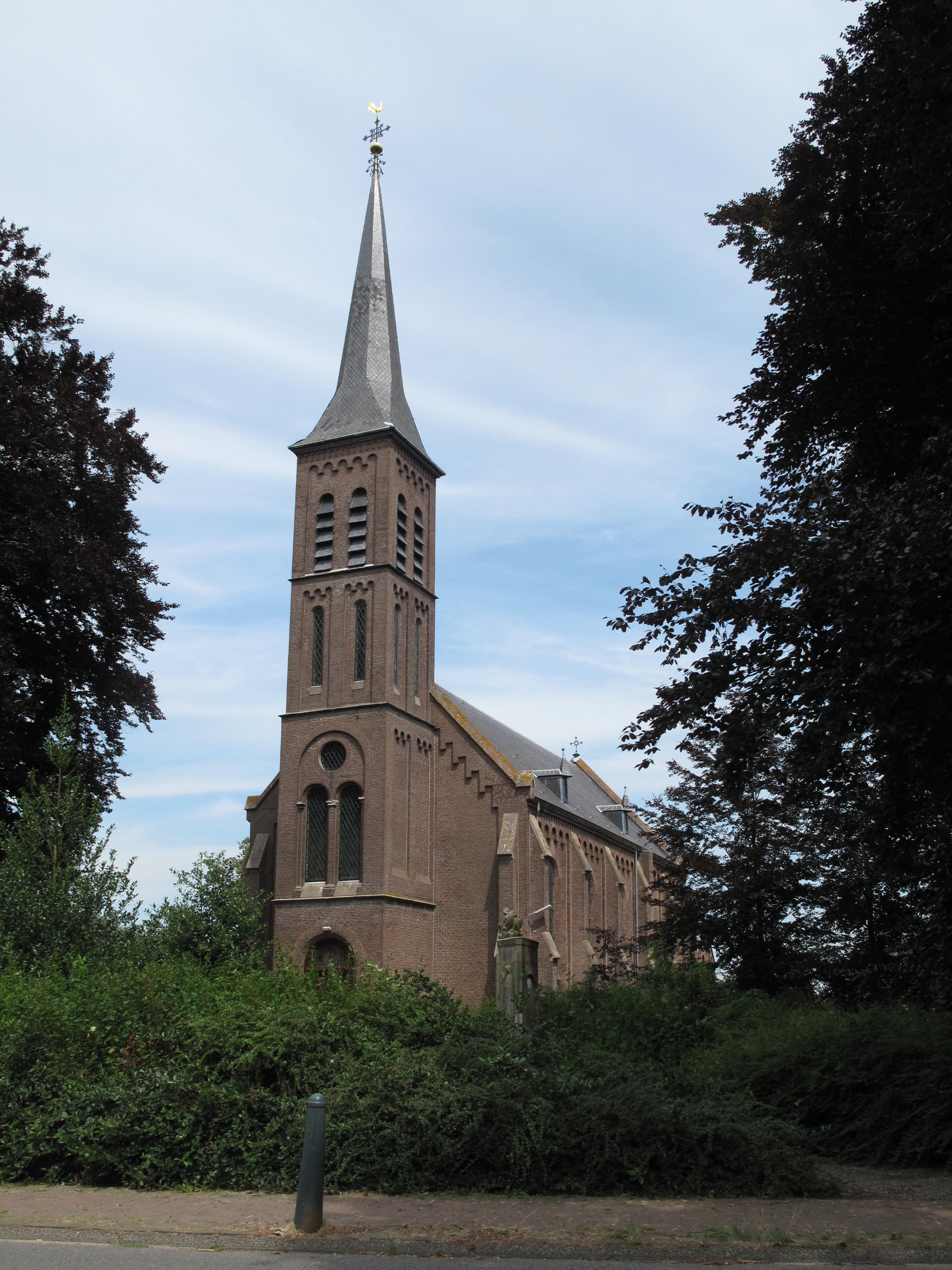
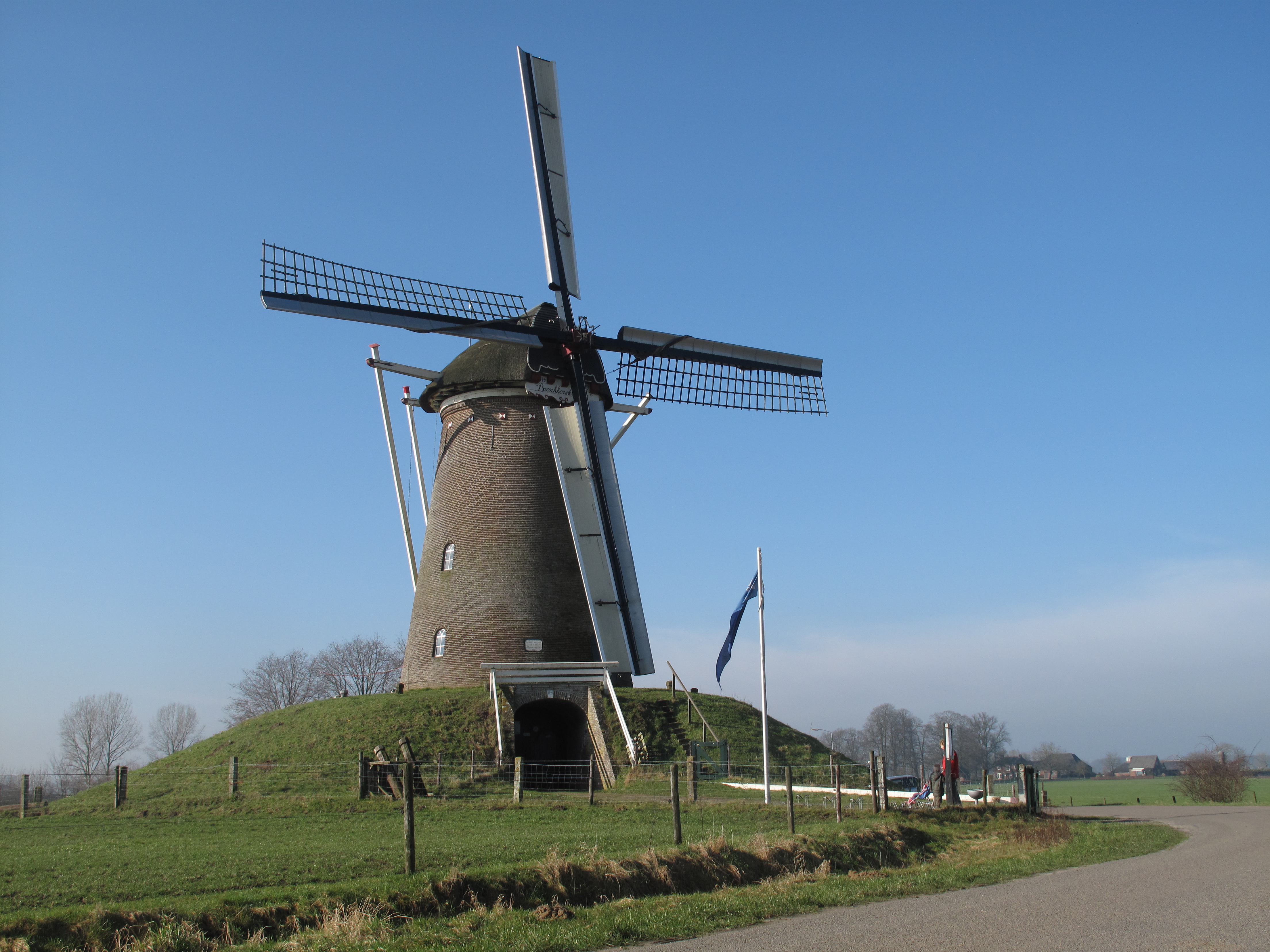